# Cnidoglanis macrocephalus
Cnidoglanis macrocephalus is een straalvinnige vissensoort uit de familie van koraalmeervallen (Plotosidae). De wetenschappelijke naam van de soort is voor het eerst geldig gepubliceerd in 1840 door Valenciennes.
De soort staat op de Rode Lijst van de IUCN als Onzeker, beoordelingsjaar 2009. De omvang van de populatie is volgens de IUCN dalend.